# Deepika Padukone
Deepika Padukone (Copenhague, Dinamarca, 5 de enero de 1986) es una modelo y actriz danesa de origen indio de la industria de Bollywood. Padukone debutó en el cine con la película Aishwarya de 2006. Al siguiente año, fue la protagonista en Om Shanti Om; la película resultó ser un éxito comercial y le valió para ganar el premio Filmfare al Mejor debut femenino. Otras películas en las que ha participado son Chandni Chowk en China (2009), Love Aaj Kal (2009), Housefull (2010), Cocktail (2012) Yeh Jawaani Hai Deewani (2013), Goliyon Ki Raasleela: Ram-Leela (2013), Bajirao Mastani (2015), Padmaavat (2018), entre otras.

## Vida personal

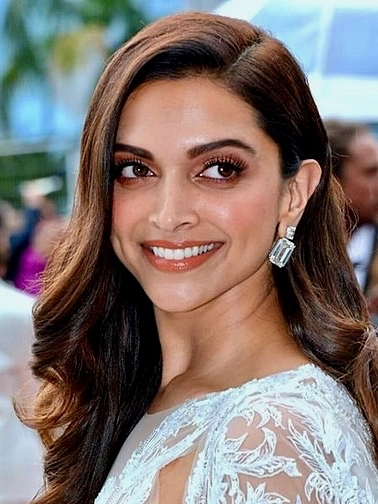
Deepika en 2018.

Padukone, hija del jugador de bádminton Prakash Padukone, nació en Copenhague y se crio en Bangalore. Cuando era adolescente, jugaba bádminton en campeonatos a nivel nacional, pero dejó su carrera en el deporte para convertirse en modelo. Pronto recibió ofertas para papeles en el cine, e hizo su debut como actriz en 2006 como el personaje principal de la película Kannada Aishwarya.
En marzo de 2008, Padukone comenzó a salir con el actor Ranbir Kapoor tras conocerlo en el rodaje de la película Bachna Ae Haseeno; sin embargo, rompieron en noviembre de 2009.[cita requerida]
En 2010, se rumoreó que había empezado a salir con Siddharth Mallya, hijo del empresario Vijay Mallya, aunque nunca fue confirmado por Padukone. Padukone y Mallya rompieron en 2012.
Padukone conoció a Ranveer Singh en los sets de Goliyon Ki Raasleela: Ram-Leela (2013). Padukone y Singh comenzaron a salir en septiembre de 2013; el 14 de noviembre de 2018 se casaron en una ceremonia íntima.
En estos últimos años, ha diseñado su propia marca de ropa interior para mujeres con ayuda de Van Bosmel.

## Filmografía

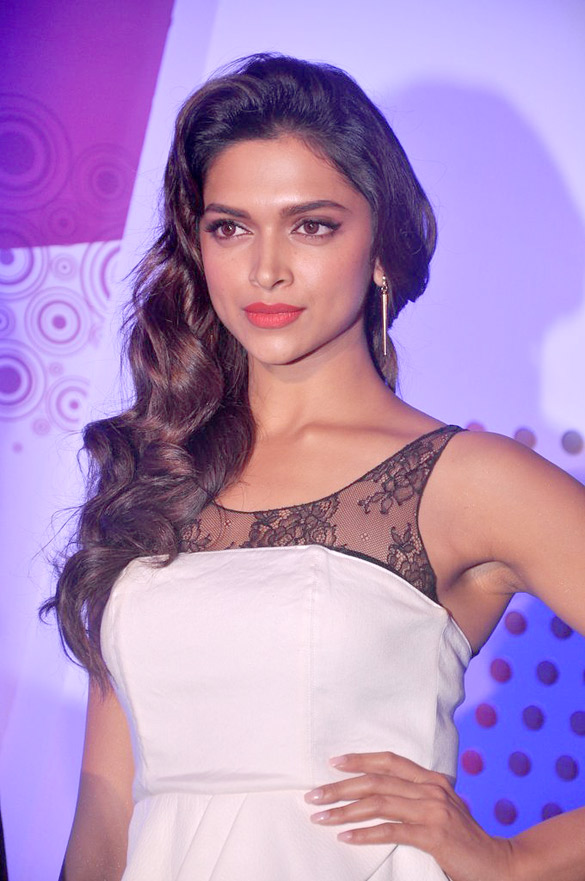
Deepika en 2012.

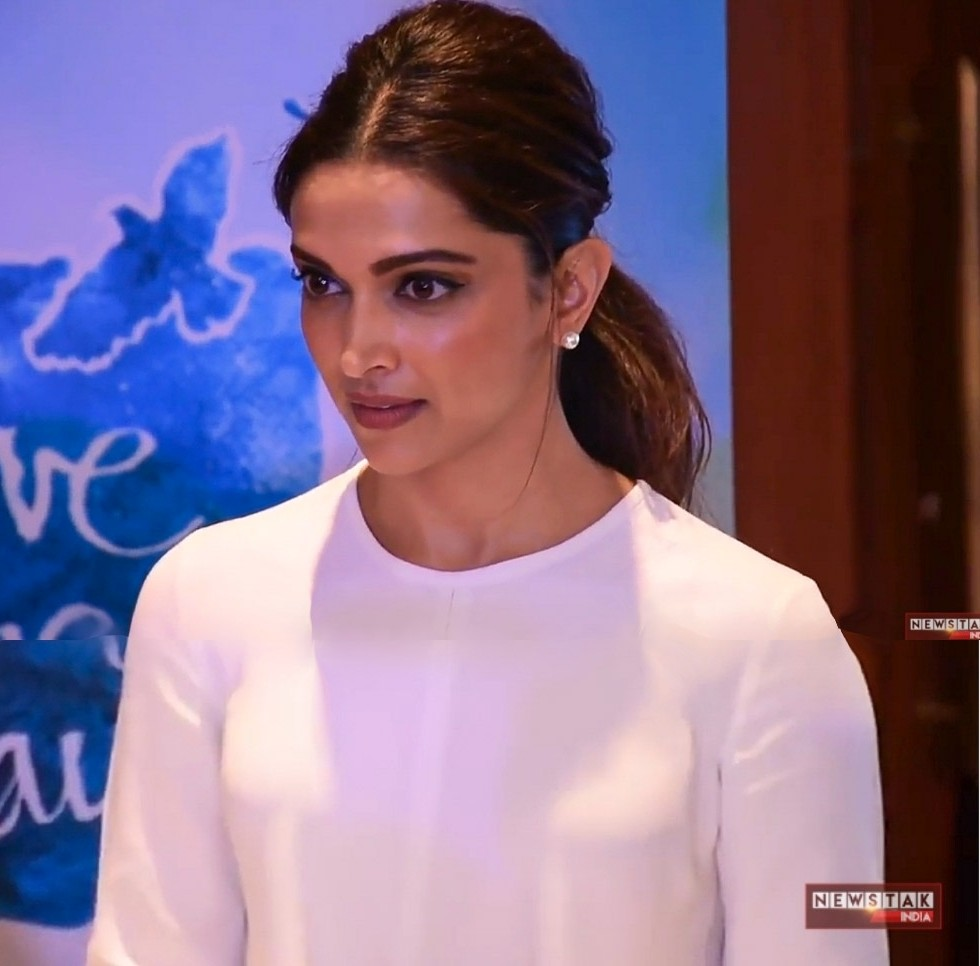
Deepika en 2018.

| Título                         | Papel                             | Notas                                                            |
| ------------------------------ | --------------------------------- | ---------------------------------------------------------------- |
| Aishwarya                      | Aishwarya                         | Película kannada                                                 |
| Om Shanti Om                   | Shantipriya/Sandhya (Sandy)       | Premio Filmfare al mejor debut femenino                          |
| Bachna Ae Haseeno              | Gayatri                           |                                                                  |
| Chandni Chowk to China         | Sakhi (Ms. TSM)/ Meow Meow (Suzy) |                                                                  |
| Billu                          | Ella misma                        | Aparición especial en la canción «Love Mera Hit Hit»             |
| Love Aaj Kal                   | Meera Pandit                      |                                                                  |
| Main Aurr Mrs Khanna           | Raina Khan                        | Aparición especial                                               |
| Karthik Calling Karthik        | Shonali Mukherjee                 |                                                                  |
| Housefull                      | Sandy                             |                                                                  |
| Lafangey Parindey              | Pinky Palkar                      |                                                                  |
| Break Ke Baad                  | Aaliyah Khan                      |                                                                  |
| Khelein Hum Jee Jaan Sey       | Kalpana Datta                     |                                                                  |
| Dum Maro Dum                   | Ella misma                        | Aparición especial en la canción «Mit Jaaye Gum (Dum Maaro Dum)» |
| Aarakshan                      | Poorbi Anand                      |                                                                  |
| Desi Boyz                      | Radhika Awasthi                   |                                                                  |
| Cocktail                       | Veronica Malaney                  |                                                                  |
| Race 2                         | Elena                             |                                                                  |
| Bombay Talkies                 | Ella misma                        | Aparición especial en la canción «Apna Bombay Talkies»           |
| Yeh Jawaani Hai Deewani        | Naina Talwar                      |                                                                  |
| Chennai Express                | Meena Lochni                      |                                                                  |
| Kochadaiyaan                   |                                   | Película tamil Posproducción                                     |
| Goliyon Ki Raasleela Ram-Leela | Leela Sanera                      | 15 de noviembre                                                  |
| Finding Fanny                  | Angelina ("Angie")                | 12 septiembre                                                    |
| Happy new year                 | Mohini                            | 23 de octubre                                                    |
| Piku                           | Piku                              |                                                                  |
| Tamasha                        | Tara Maheshwari                   |                                                                  |
| Bajirao Mastani                | Mastani                           |                                                                  |
| xXx: Return of Xander Cage     | Serena                            | Debut en Hollywood                                               |
| Raabta                         | Ella misma                        | Aparición especial en la canción 'Raabta'                        |
| Padmaavat                      | Rani Padmavati                    |                                                                  |
| Zero                           | Ella misma                        | Cameo                                                            |
| Chhapaak                       |                                   |                                                                  |
| 83                             |                                   |                                                                  |
| Gehraiyaan                     |                                   |                                                                  |
| Brahmāstra: Part One – Shiva   |                                   |                                                                  |
| Cirkus                         |                                   |                                                                  |
| Pathaan                        | Rubina "Rubai" Mohsin             |                                                                  |
| Jawan                          | Aishwarya Rathore                 | Aparición especial                                               |
| Fighter                        | Minal Rathore                     |                                                                  |
| Kalki 2898 AD                  | Sumati                            | Película Télugu                                                  |
| Singham Again                  | Shakti Shetty                     | 1 de noviembre                                                   |